# Wenyi Wang
Wang Wenyi (chinesisch 王文怡, Pinyin Wáng Wényí, * 26. Oktober 1959 in Changchun in der Provinz Jilin) ist eine chinesische Pathologin und Journalistin bei der Falun-Gong-nahen Zeitung Epoch Times.

## Leben und Wirken
Wang Wenyi ist chinesische Staatsbürgerin, die 20 Jahre lang in den Vereinigten Staaten von Amerika gelebt hat. Wang Wenyi machte in China eine Ausbildung zur Ärztin, erhielt einen Doktortitel in Pharmakologie an der Universität Chicago und hat 2006 ihre Zulassung als Pathologin am Mount Sinai Hospital in New York erhalten.

## Kontroversen
Wang Wenyi protestierte gegen die Verfolgung von Leuten, die in China Falun Gong praktizieren. Seit Juli 1999, als die chinesische Regierung die Praktizierung von Falun Gong für illegal erklärte, wurden „hunderttausende von praktizierenden Falun-Gong-Anhängern illegal als Gefangene in Arbeitslagern interniert, weil sie sich weigerten, ihren Glauben zu widerrufen.“ Wang Wenyi sagte: „Sie werden routinemäßig geschlagen, gefoltert, vergewaltigt, und ihnen werden die Psyche verändernde Medikamente injiziert.“ 2001 durchbrach sie eine Sicherheitsabsperrung in Malta während des Besuchs des ehemaligen chinesischen Präsidenten Jiang Zemin und geriet in eine Auseinandersetzung mit ihm.
Am 20. April 2006 störte sie den Besuch des chinesischen Präsidenten Hu Jintao im Weißen Haus, dessen Rede sie mit Zwischenrufen unterbrach. Ihre Rufe auf Chinesisch und Englisch richteten sich auch an George W. Bush. Sie rief: Präsident Bush, hören Sie auf zu töten! und Präsident Bush, halten Sie ihn von der Verfolgung von Falun Gong ab! Das chinesische Publikum in China wird diese Bilder in dem staatlich geführten Fernsehen nicht zu sehen bekommen. Laut der Nachrichtenagentur AFP sagte das CNN-Fernsehen, die chinesischen Behörden hätten die Ausstrahlung seiner Bilder vom Protest in China blockiert.
Die Vizepräsidentin der Epoch Times gab nach dem Vorfall eine Erklärung ab, in der es hieß, sie habe nicht gewusst, dass Wang den Protest geplant habe. In der Erklärung wurde eine Entschuldigung für Bush und dem Weißen Haus ausgesprochen, nicht aber bei Hu.
Am 21. April wurde Wang Wenyi von einem Bundesgericht des Vergehens beschuldigt, einen ausländischen Amtsträger eingeschüchtert, genötigt, bedroht und beschimpft zu haben.
Nachdem sie eine Nacht im Gefängnis verbracht hatte, wurde sie formell angeklagt, „absichtlich und vorsätzlich einen ausländischen Amtsträger eingeschüchtert, genötigt, bedroht oder beschimpft zu haben, während er seinen Pflichten nachkam“, eines Vergehens, das mit bis zu sechs Monaten Gefängnis und einer Geldstrafe von 5.000 US-Dollar bestraft werden kann.
Auf einer Pressekonferenz nach der Gerichtsverhandlung las  Wang einigen Reportern ein vorbereitetes Statement vor: „Was ich getan habe, war nur, ein paar Worte in einem Moment der Geschichte zu sagen. Es war eine Gewissenstat und eine Tat zivilen Ungehorsams.“ Sie lobte in ihrer Ansprache Falun Gong und verurteilte die chinesische Regierung. Sie wurde ohne Kaution freigelassen, wobei weitere Verfahren ausstehen  und wegen Ruhestörung angeklagt.